# Екологічна гідрогеологія
Екологічна гідрогеологія — науковий напрям сучасної екогеології. Її означають як вчення про роль гідрогеологічних умов в існуванні і розвитку біосфери при негативному впливі техногенезу. М. І. Плотніков вважається автором цього терміна (1992), який розглядає екологічну гідрогеологію як прикладний напрям в гідрогеології та соціальної екології. Наукове обґрунтування цього поняття зроблено ним в 1998 р в роботі «Вступ до екологічної гідрогеології» (МГУ). Цей напрям досліджень вельми перспективний з огляду на різноманіття природних вод, різні форми техногенного впливу на них і розуміння важливості надалі забезпеченні людства питною, технічною, лікувальною та іншими її видами.